# そば清
『そば清』（そばせい）は古典落語の演目。同演題では、主に東京で演じられる。『蕎麦の羽織』（そばのはおり）、『羽織の蕎麦』（はおりのそば）とも。
上方落語発祥の古典落語で、東西で演じられる『蛇含草』（じゃがんそう）についてもこの項目で記述する。いずれも大食いをした男が、食べたものを薬の力で早く消化しようと試みたが、実は思っていた薬の効能とは違ったという内容である。
『蛇含草』は餅の大食いを自慢する男と謎の薬草をめぐる滑稽噺。原話は、一休宗純の発言や逸話を集成したという名目の著者不詳の笑話本『一休関東咄』寛文12年版上巻のうち第7編「大しょくばなしの事」とされるが、作家・落語研究家の宇井無愁は日本全国で伝承される民話類型である「とろかし草」（関敬吾『日本昔話集成』分類記号D-452）との共通点を指摘している。また、武藤禎夫は『一休関東咄』に先行するものとして中国の『太平広記』巻459にある話（大蛇が鹿を飲み込み、そのあと木の葉を食べる）を挙げている。
『蛇含草』は、3代目桂三木助の「十八番」だったという。

## あらすじ

### 蛇含草
夏のある日。一人の男が甚平を着て友人（東京では隠居）の家に遊びに行ったところ、汚れた草が吊ってあるのを見つける。友人は「これは『蛇含草』と呼ばれる薬草で、ウワバミ（＝大蛇）が人間を丸呑みにした際、これをなめて腹の張りをしずめるのだ」と言う。珍しがった男は、蛇含草を分けてゆずってもらう。
そんな中、友人が火を起こし、もらい物の餅を焼き始める。男は焼けたばかりの餅に手を伸ばし、口に入れる。友人は「誰が食べていいといったのか」と、いたずらっぽくたしなめ、「ひと言許しを得てから手を付けるのが礼儀だろう。それならこの箱の中に入った餅を全部食べてくれても文句は言わない」と言い放つ。男は面白がり、「それなら、これからその餅を全部食べてやろう」と宣言する。
男は「ただ食べるだけでは芸が無いので、『餅の曲食い』を見せよう」と言って、投げ上げた餅をさまざまなポーズで口に入れる曲芸を披露する（「お染久松相生の餅」「出世は鯉の滝登りの餅」といった、滑稽な名をつける）など、余裕を見せる。しかしふたつを残したところで手が動かなくなり、遂に観念して謝る。帰ろうとして友人に「鏡を貸してくれ」と頼み、友人が「今さら身づくろいをしても仕方がないだろう」と聞くと、男は「いや、下駄を探すのだ。下を向いたら口から餅が出てくる」
長屋に帰った男は床に就くが一向に楽にならず、甚平の紐に結わえ付けた蛇含草のことを思い出して、「胃薬になるだろう」と口に入れてみる。
その後、心配になった友人が長屋を訪れ、障子を開けると、男の姿はなく、餅が甚平を着てあぐらをかいていた。蛇含草は(人間の)食べ物の消化を助ける草ではなく、人間を溶かす草だったのである。

### そば清
江戸。そば屋で世間話をしている客連中は、見慣れぬ男が大量の盛りそばを食べる様子を見て非常に感心し、男に対し、男が盛りそばを20枚食べられるかどうか、という賭けを持ちかける。男は難なく20枚をたいらげ、賭け金を獲得する。
悔しくなった客連中は、翌日再び店にやってきた男に30枚への挑戦を持ちかけるが、またしても男は完食に成功し、前日の倍の賭け金を取って店を出ていく。気の毒がったひとりの常連客が、「あの人は本名を清兵衛さん、通称『そばっ食いの清兵衛』略して『そば清』という、大食いで有名な人ですよ」と、金を奪われた客連中に教える。
悔しさがおさまらない客連中は、今度は50枚の大食いを清兵衛に持ちかける。清兵衛は自信が揺らぎ、「また日を改めて」と店を飛び出して、そのままそばの本場・信州へ出かけてしまう（演者によっては、清兵衛は行商人として紹介され、信州へ商用で出かけたと説明する）。
ある日、清兵衛は信州の山道で迷ってしまう。途方にくれ、木陰で休んでいると、木の上にウワバミがいるのを見つけ、声が出せないほど戦慄する。ところがウワバミは清兵衛に気づいておらず、清兵衛がウワバミの視線の先を追うと、銃を構える猟師がいるのが見える。ウワバミは一瞬の隙をついてその猟師の体を取り巻き、丸呑みにしてしまう。腹がふくれたウワバミは苦しむが、かたわらに生えていた黄色い（あるいは赤い）草をなめると腹が元通りにしぼみ、清兵衛に気づかぬまま薮のむこうへ消える。清兵衛は「あの草は腹薬（＝消化薬）になるんだ。これを使えばそばがいくらでも食べられる。いくらでも稼げる」とほくそ笑み、草を摘んで江戸へ持ち帰る。
清兵衛は例のそば屋をたずね、賭けに乗るうえ、約束より多い60枚（あるいは70枚）のそばを食べることを宣言する。大勢の野次馬が見守る中、そばが運び込まれ、大食いが開始される。清兵衛は50枚まで順調に箸を進めたが、そこから息が苦しくなり、休憩を申し出て、皆を廊下に出させ（あるいは自分を縁側に運ばせ）、障子を締め切らせる。清兵衛はその隙に、信州で摘んだ草をふところから出し、なめ始める。
観客や店の者は、障子のむこうが静かになったので不審に思う。
一同が障子を開けると、清兵衛の姿はなく、そばが羽織を着て座っていた。例の草は、食べ物の消化を助ける草ではなく、人間を溶かす草だったのである。

## バリエーション
海賀変哲（かいが へんてつ）編の『落語の落（さげ）』（三芳屋書店、1914年）』には、当演目はもとは武士が主人公で、草をなめて溶けてしまった後に蕎麦が大小（二本差しの刀）を差していたという落ち（サゲ）だったと記されている。

## 関連作品
テレビアニメ『まんが日本昔ばなし』において原話となった民話をモチーフとする以下のエピソードが制作・放送された。
- 「とけてしもうて蕎麦団子」- 周防国が舞台、旦那と下男の旅の途中の出来事、大蛇の消化薬はキノコ、溶けた後には着物と大きな蕎麦団子が残る[7]。
- 「とろかし草」 - 清兵衛が主人公、そばの大食いで賭けを行うなど、そば清に近い[8]。

また、 魔夜峰央の翻案短編漫画「パンドラキン」（『パタリロ!』コミックス10巻、文庫版「妖怪缶詰」に収録）では、『そば清』の蕎麦をスパゲッティに置き換えている。魔夜は落語愛好家で、自作に落語の要素を含めることが多い。